# Paractis flava
Paractis flava is een zeeanemonensoort uit de familie Actiniidae. De anemoon komt uit het geslacht Paractis. 